# Lista de reality shows da TV Globo
Todos os reality shows brasileiros produzidos pela TV Globo estão nesta lista, divididos por reality e por temporadas, indicando data de início da temporada, data de encerramento, e apresentadores de cada programa.
Estão inclusos apenas os que foram transmitidos na grade da emissora como um programa próprio, excluindo os realitys exibidos como quadro de outros programas, como Caldeirão do Huck ou Domingão do Faustão.

## Realitys por ordem de exibição

### Década de 2000
| # | Início                | Término                | Título             | Episódios | Temporadas | Apresentação                                          | Direção de núcleo                                                            | Ref.        |
| - | --------------------- | ---------------------- | ------------------ | --------- | ---------- | ----------------------------------------------------- | ---------------------------------------------------------------------------- | ----------- |
| 1 | 23 de julho de 2000   | 17 de agosto de 2023   | No Limite          | 83        | 7          | Zeca Camargo, André Marques, Fernando Fernandes       | Boninho, Paulo Trevisan, LP Simonetti, Rodrigo Giannetto                     | [ 1 ]       |
| 2 | 29 de janeiro de 2002 | Em exibição            | Big Brother Brasil | —         | 25         | Pedro Bial, Marisa Orth, Tiago Leifert, Tadeu Schmidt | Boninho, Carlos Magalhães, Rodrigo Dourado, Angélica Campos, Mário Marcondes | [ 2 ] [ 3 ] |
| 3 | 14 de abril de 2002   | 27 de outubro de 2011  | Hipertensão        | 33        | 3          | Zeca Camargo, Glenda Kozlowski                        | Boninho                                                                      | [ 4 ]       |
| 4 | 27 de abril de 2002   | 17 de setembro de 2005 | Fama               | 38        | 4          | Angélica, Toni Garrido                                | Rogério Gomes, Bernardo Vilhena, Luiz Gleiser, Carlos Magalhães              | [ 5 ]       |
| 5 | 27 de maio de 2003    | 29 de julho de 2003    | O Jogo             | 10        | 1          | Zeca Camargo                                          | Boninho                                                                      | [ 6 ]       |
| 6 | 7 de junho de 2009    | 26 de julho de 2009    | Jogo Duro          | 8         | 1          | Paulo Vilhena                                         | Boninho                                                                      | [ 7 ]       |

### Década de 2010
| #  | Início                 | Término                | Título           | Episódios | Temporadas | Apresentação                                                  | Direção artística                                              | Ref.   |
| -- | ---------------------- | ---------------------- | ---------------- | --------- | ---------- | ------------------------------------------------------------- | -------------------------------------------------------------- | ------ |
| 7  | 23 de setembro de 2012 | 28 de dezembro de 2023 | The Voice Brasil | 185       | 12         | Tiago Leifert, André Marques, Fátima Bernardes                | Boninho, Creso Eduardo Macedo                                  | [ 8 ]  |
| 8  | 6 de abril de 2014     | 26 de junho de 2016    | Superstar        | 40        | 3          | Fernanda Lima, André Marques                                  | Boninho, Frederico A. Oliveira                                 | [ 9 ]  |
| 9  | 3 de janeiro de 2016   | 9 de julho de 2023     | The Voice Kids   | 119       | 8          | Tiago Leifert, André Marques, Márcio Garcia, Fátima Bernardes | Creso Eduardo Macedo, Frederico A. Oliveira, Flavio Goldenberg | [ 10 ] |
| 10 | 9 de julho de 2017     | 29 de dezembro de 2019 | Popstar          | 30        | 3          | Fernanda Lima, Taís Araújo                                    | Creso Eduardo Macedo, Flavio Goldenberg                        | [ 11 ] |
| 11 | 10 de outubro de 2019  | 22 de julho de 2021    | Mestre do Sabor  | 37        | 3          | Claude Troisgros                                              | LP Simonetti                                                   | [ 12 ] |

### Década de 2020
| #  | Início                | Término             | Título                             | Episódios | Temporadas | Apresentação          | Direção artística                                               | Ref.   |
| -- | --------------------- | ------------------- | ---------------------------------- | --------- | ---------- | --------------------- | --------------------------------------------------------------- | ------ |
| 12 | 17 de janeiro de 2021 | 3 de abril de 2022  | The Voice +                        | 22        | 2          | André Marques         | Creso Eduardo Macedo                                            | [ 13 ] |
| 13 | 10 de agosto de 2021  | 30 de março de 2025 | The Masked Singer Brasil           | 43        | 5          | Ivete Sangalo, Eliana | Marcelo Amiky                                                   | [ 14 ] |
| 14 | 29 de janeiro de 2023 | 2 de abril de 2023  | Minha Mãe Cozinha Melhor que a Sua | 12        | 1          | Leandro Hassum        | LP Simonetti                                                    |        |
| 15 | 13 de agosto de 2024  | Em exibição         | Estrela da Casa                    | —         | 2          | Ana Clara Lima        | Rodrigo Dourado, Creso Eduardo Macedo, Aida Silva, Carlo Milani |        |
| 16 | 15 de julho de 2025   | Em exibição         | Chef de Alto Nível                 | —         | 1          | Ana Maria Braga       | Carlo Milani                                                    |        |

## Temporadas por ordem de exibição

### Década de 2000
| #  | Início                | Término                | Título                             | Episódios | Apresentação            | Direção                         | Ref.        |
| -- | --------------------- | ---------------------- | ---------------------------------- | --------- | ----------------------- | ------------------------------- | ----------- |
| 1  | 23 de julho de 2000   | 10 de setembro de 2000 | No Limite - 1ª temporada           | 8         | Zeca Camargo            | Boninho                         | [ 1 ]       |
| 2  | 28 de janeiro de 2001 | 25 de março de 2001    | No Limite - 2ª temporada           | 9         | Zeca Camargo            | Paulo Trevisan                  | [ 15 ]      |
| 3  | 28 de outubro de 2001 | 23 de dezembro de 2001 | No Limite - 3ª temporada           | 9         | Zeca Camargo            | Boninho                         | [ 16 ]      |
| 4  | 29 de janeiro de 2002 | 2 de abril de 2002     | Big Brother Brasil - 1ª temporada  | 64        | Pedro Bial, Marisa Orth | Boninho, Carlos Magalhães       | [ 2 ] [ 3 ] |
| 5  | 14 de abril de 2002   | 5 de maio de 2002      | Hipertensão - 1ª temporada         | 4         | Zeca Camargo            | Boninho                         | [ 4 ]       |
| 6  | 27 de abril de 2002   | 6 de julho de 2002     | Fama - 1ª temporada                | 11        | Angélica, Toni Garrido  | Rogério Gomes, Bernardo Vilhena | [ 5 ]       |
| 7  | 14 de maio de 2002    | 23 de julho de 2002    | Big Brother Brasil - 2ª temporada  | 71        | Pedro Bial              | Boninho, Carlos Magalhães       | [ 17 ]      |
| 8  | 6 de julho de 2002    | 17 de agosto de 2002   | Fama - 2ª temporada                | 7         | Angélica, Toni Garrido  | Luiz Gleizer                    | [ 18 ]      |
| 9  | 14 de janeiro de 2003 | 1 de abril de 2003     | Big Brother Brasil - 3ª temporada  | 78        | Pedro Bial              | Boninho                         | [ 19 ]      |
| 10 | 27 de maio de 2003    | 29 de julho de 2003    | O Jogo - 1ª temporada              | 10        | Zeca Camargo            | Boninho                         | [ 6 ]       |
| 11 | 13 de janeiro de 2004 | 6 de abril de 2004     | Big Brother Brasil - 4ª temporada  | 85        | Pedro Bial              | Boninho                         | [ 20 ]      |
| 12 | 5 de junho de 2004    | 7 de agosto de 2004    | Fama - 3ª temporada                | 10        | Angélica                | Carlos Magalhães                | [ 21 ]      |
| 13 | 10 de janeiro de 2005 | 29 de março de 2005    | Big Brother Braisil - 5ª temporada | 79        | Pedro Bial              | Boninho                         | [ 22 ]      |
| 14 | 16 de julho de 2005   | 17 de setembro de 2005 | Fama - 4ª temporada                | 10        | Angélica                | Carlos Magalhães                | [ 23 ]      |
| 15 | 10 de janeiro de 2006 | 28 de março de 2006    | Big Brother Brasil - 6ª temporada  | 78        | Pedro Bial              | Boninho                         | [ 24 ]      |
| 16 | 9 de janeiro de 2007  | 3 de abril de 2007     | Big Brother Brasil - 7ª temporada  | 85        | Pedro Bial              | Boninho                         | [ 25 ]      |
| 17 | 8 de janeiro de 2008  | 25 de março de 2008    | Big Brother Brasil - 8ª temporada  | 78        | Pedro Bial              | Boninho                         | [ 26 ]      |
| 18 | 13 de janeiro de 2009 | 7 de abril de 2009     | Big Brother Brasil - 9ª temporada  | 85        | Pedro Bial              | Boninho, Carlos Magalhães       | [ 27 ]      |
| 19 | 7 de junho de 2009    | 26 de julho de 2009    | Jogo Duro - 1ª temporada           | 8         | Paulo Vilhena           | Boninho                         | [ 7 ]       |
| 20 | 30 de julho de 2009   | 27 de setembro de 2009 | No Limite - 4ª temporada           | 18        | Zeca Camargo            | Boninho                         | [ 28 ]      |

### Década de 2010
| #  | Início                 | Término                | Título                             | Episódios | Apresentação                 | Direção                                     | Ref.   |
| -- | ---------------------- | ---------------------- | ---------------------------------- | --------- | ---------------------------- | ------------------------------------------- | ------ |
| 21 | 12 de janeiro de 2010  | 30 de março de 2010    | Big Brother Brasil - 10ª temporada | 78        | Pedro Bial                   | Boninho                                     | [ 29 ] |
| 22 | 2 de setembro de 2010  | 21 de outubro de 2010  | Hipertensão - 2ª temporada         | 14        | Glenda Kozlowski             | Boninho                                     | [ 30 ] |
| 23 | 11 de janeiro de 2011  | 29 de março de 2011    | Big Brother Brasil - 11ª temporada | 78        | Pedro Bial                   | Boninho                                     | [ 31 ] |
| 24 | 8 de setembro de 2011  | 27 de outubro de 2011  | Hipertensão - 3ª temporada         | 16        | Glenda Kozlowski             | Boninho                                     | [ 32 ] |
| 25 | 10 de janeiro de 2012  | 29 de março de 2012    | Big Brother Brasil - 12ª temporada | 80        | Pedro Bial                   | Boninho                                     | [ 33 ] |
| 26 | 23 de setembro de 2012 | 16 de dezembro de 2012 | The Voice Brasil - 1ª temporada    | 13        | Tiago Leifert                | Boninho                                     | [ 34 ] |
| 27 | 8 de janeiro de 2013   | 26 de março de 2013    | Big Brother Brasil - 13ª temporada | 78        | Pedro Bial                   | Boninho                                     | [ 35 ] |
| 28 | 3 de outubro de 2013   | 26 de dezembro de 2013 | The Voice Brasil - 2.ª Temporada   | 13        | Tiago Leifert                | Boninho                                     | [ 36 ] |
| 29 | 14 de janeiro de 2014  | 1 de abril de 2014     | Big Brother Brasil - 14ª temporada | 78        | Pedro Bial                   | Boninho                                     | [ 37 ] |
| 30 | 6 de abril de 2014     | 6 de julho de 2014     | Superstar - 1ª temporada           | 14        | André Marques, Fernanda Lima | Boninho                                     | [ 38 ] |
| 31 | 18 de setembro de 2014 | 25 de dezembro de 2014 | The Voice Brasil - 3.ª Temporada   | 14        | Tiago Leifert                | Boninho                                     | [ 39 ] |
| 32 | 20 de janeiro de 2015  | 7 de abril de 2015     | Big Brother Brasil - 15ª temporada | 78        | Pedro Bial                   | Boninho                                     | [ 40 ] |
| 33 | 12 de abril de 2015    | 12 de julho de 2015    | Superstar - 2ª temporada           | 14        | André Marques, Fernanda Lima | Frederico A. Oliveira                       | [ 41 ] |
| 34 | 1 de outubro de 2015   | 25 de dezembro de 2015 | The Voice Brasil - 4.ª Temporada   | 13        | Tiago Leifert                | Creso Eduardo Macedo                        | [ 42 ] |
| 35 | 3 de janeiro de 2016   | 27 de março de 2016    | The Voice Kids - 1ª temporada      | 13        | Tiago Leifert                | Creso Eduardo Macedo, Frederico A. Oliveira | [ 43 ] |
| 36 | 19 de janeiro de 2016  | 5 de abril de 2016     | Big Brother Brasil - 16ª temporada | 78        | Pedro Bial                   | Rodrigo Dourado                             | [ 44 ] |
| 37 | 10 de abril de 2016    | 26 de junho de 2016    | Superstar - 3ª temporada           | 12        | Fernanda Lima                | Frederico A. Oliveira                       | [ 45 ] |
| 38 | 5 de outubro de 2016   | 29 de dezembro de 2016 | The Voice Brasil - 5.ª Temporada   | 13        | Tiago Leifert                | Creso Eduardo Macedo                        | [ 46 ] |
| 39 | 8 de janeiro de 2017   | 2 de abril de 2017     | The Voice Kids - 2ª temporada      | 13        | André Marques                | Creso Eduardo Macedo                        | [ 47 ] |
| 40 | 23 de janeiro de 2017  | 13 de abril de 2017    | Big Brother Brasil - 17ª temporada | 81        | Tiago Leifert                | Rodrigo Dourado                             | [ 48 ] |
| 41 | 9 de julho de 2017     | 10 de setembro de 2017 | Popstar - 1.ª temporada            | 10        | Fernanda Lima                | Creso Eduardo Macedo                        | [ 49 ] |
| 42 | 21 de setembro de 2017 | 21 de dezembro de 2017 | The Voice Brasil - 6.ª Temporada   | 14        | Tiago Leifert                | Creso Eduardo Macedo                        | [ 50 ] |
| 43 | 7 de janeiro de 2018   | 8 de abril de 2018     | The Voice Kids - 3ª temporada      | 14        | André Marques                | Creso Eduardo Macedo                        | [ 51 ] |
| 44 | 22 de janeiro de 2018  | 19 de abril de 2018    | Big Brother Brasil - 18ª temporada | 88        | Tiago Leifert                | Rodrigo Dourado                             | [ 52 ] |
| 45 | 17 de julho de 2018    | 27 de setembro de 2018 | The Voice Brasil - 7.ª Temporada   | 22        | Tiago Leifert                | Creso Eduardo Macedo                        | [ 53 ] |
| 46 | 16 de setembro de 2018 | 18 de novembro de 2018 | Popstar - 2.ª temporada            | 10        | Taís Araújo                  | Creso Eduardo Macedo                        | [ 54 ] |
| 47 | 6 de janeiro de 2019   | 14 de abril de 2019    | The Voice Kids - 4ª temporada      | 14        | André Marques                | Flavio Goldenberg                           | [ 55 ] |
| 48 | 15 de janeiro de 2019  | 2 de abril de 2019     | Big Brother Brasil - 19ª temporada | 88        | Tiago Leifert                | Rodrigo Dourado                             | [ 56 ] |
| 49 | 30 de julho de 2019    | 3 de outubro de 2019   | The Voice Brasil - 8.ª Temporada   | 20        | Tiago Leifert                | Creso Eduardo Macedo                        | [ 57 ] |
| 50 | 27 de outubro de 2019  | 29 de dezembro de 2019 | Popstar - 3.ª temporada            | 10        | Taís Araújo                  | Flavio Goldenberg                           | [ 58 ] |
| 51 | 10 de outubro de 2019  | 26 de dezembro de 2019 | Mestre do Sabor (1.ª temporada)    | 12        | Claude Troisgros             | LP Simonetti                                | [ 59 ] |

### Década de 2020
| #  | Início                 | Término                | Título                                            | Episódios | Apresentação                 | Direção                                 | Ref.   |
| -- | ---------------------- | ---------------------- | ------------------------------------------------- | --------- | ---------------------------- | --------------------------------------- | ------ |
| 52 | 5 de janeiro de 2020   | 11 de outubro de 2020  | The Voice Kids - 5ª temporada                     | 21        | André Marques                | Flavio Goldenberg, Creso Eduardo Macedo | [ 60 ] |
| 53 | 21 de janeiro de 2020  | 27 de abril de 2020    | Big Brother Brasil - 20ª temporada                | 98        | Tiago Leifert                | Rodrigo Dourado                         | [ 61 ] |
| 54 | 30 de abril de 2020    | 23 de julho de 2020    | Mestre do Sabor - 2.ª temporada                   | 13        | Claude Troisgros             | LP Simonetti                            | [ 62 ] |
| 55 | 15 de outubro de 2020  | 17 de dezembro de 2020 | The Voice Brasil - 9.ª Temporada                  | 19        | Tiago Leifert                | Creso Eduardo Macedo                    | [ 63 ] |
| 56 | 17 de janeiro de 2021  | 4 de abril de 2021     | The Voice + - 1ª temporada                        | 12        | André Marques                | Creso Eduardo Macedo                    | [ 64 ] |
| 57 | 25 de janeiro de 2021  | 4 de maio de 2021      | Big Brother Brasil - 21ª temporada                | 100       | Tiago Leifert                | Rodrigo Dourado                         | [ 65 ] |
| 58 | 6 de maio de 2021      | 22 de julho de 2021    | Mestre do Sabor - 3.ª temporada                   | 12        | Claude Troisgros             | LP Simonetti                            | [ 66 ] |
| 59 | 16 de maio de 2021     | 29 de agosto de 2021   | Super Dança dos Famosos                           | 16        | Tiago Leifert                | Beto Silva                              | [ 67 ] |
| 60 | 11 de maio de 2021     | 20 de julho de 2021    | No Limite - 5ª temporada                          | 11        | André Marques                | LP Simonetti                            | [ 68 ] |
| 61 | 6 de junho de 2021     | 26 de setembro de 2021 | The Voice Kids - 6ª temporada                     | 17        | Márcio Garcia                | Creso Eduardo Macedo                    | [ 69 ] |
| 62 | 10 de agosto de 2021   | 19 de outubro de 2021  | The Masked Singer Brasil - 1ª temporada           | 9         | Ivete Sangalo                | Marcelo Amiky                           | [ 70 ] |
| 63 | 26 de outubro de 2021  | 23 de dezembro de 2021 | The Voice Brasil - 10ª temporada                  | 18        | Tiago Leifert, André Marques | Creso Eduardo Macedo                    | [ 71 ] |
| 64 | 17 de janeiro de 2022  | 26 de abril de 2022    | Big Brother Brasil - 22ª temporada                | 100       | Tadeu Schmidt                | Rodrigo Dourado                         |        |
| 65 | 23 de janeiro de 2022  | 27 de abril de 2022    | The Masked Singer Brasil - 2ª temporada           | 12        | Ivete Sangalo                | Marcelo Amiky                           |        |
| 66 | 30 de janeiro de 2022  | 3 de abril de 2022     | The Voice + - 2ª temporada                        | 10        | André Marques                | Creso Eduardo Macedo                    |        |
| 67 | 1º de maio de 2022     | 17 de julho de 2022    | The Voice Kids - 7ª temporada                     | 12        | Márcio Garcia                | Creso Eduardo Macedo                    |        |
| 68 | 3 de maio de 2022      | 7 de julho de 2022     | No Limite - 6ª temporada                          | 24        | Fernando Fernandes           | LP Simonetti                            |        |
| 69 | 15 de novembro de 2022 | 29 de dezembro de 2022 | The Voice Brasil - 11.ª temporada                 | 14        | Fátima Bernardes             | Creso Eduardo Macedo                    |        |
| 70 | 16 de janeiro de 2023  | 25 de abril de 2023    | Big Brother Brasil - 23.ª temporada               | 100       | Tadeu Schmidt                | Rodrigo Dourado                         |        |
| 71 | 22 de janeiro de 2023  | 9 de abril de 2023     | The Masked Singer Brasil - 3ª temporada           | 12        | Ivete Sangalo                | Marcelo Amiky                           |        |
| 72 | 29 de janeiro de 2023  | 2 de abril de 2023     | Minha Mãe Cozinha Melhor que a Sua - 1ª Temporada | 12        | Leandro Hassum               | LP Simonetti                            |        |
| 73 | 9 de abril de 2023     | 8 de agosto de 2023    | The Voice Kids - 8ª temporada                     | 14        | Fátima Bernardes             | Creso Eduardo Macedo                    |        |
| 74 | 18 de julho de 2023    | 17 de agosto de 2023   | No Limite: Amazônia                               | 10        | Fernando Fernandes           | Rodrigo Giannetto                       |        |
| 75 | 28 de novembro de 2023 | 28 de dezembro de 2023 | The Voice Brasil - 12ª temporada                  | 11        | Fátima Bernardes             | Creso Eduardo Macedo                    |        |
| 76 | 8 de janeiro de 2024   | 16 de abril de 2024    | Big Brother Brasil - 24ª temporada                | 100       | Tadeu Schmidt                | Rodrigo Dourado                         |        |
| 77 | 21 de janeiro de 2024  | 7 de abril de 2024     | The Masked singer Brasil - 4ª temporada           | 12        | Ivete Sangalo                | Marcelo Amiky                           |        |
| 78 | 13 de agosto de 2024   | 1º de outubro de 2024  | Estrela da Casa - 1ª temporada                    | 50        | Ana Clara Lima               | Rodrigo Dourado, Creso Eduardo Macedo   |        |
| 79 | 12 de janeiro de 2025  | 30 de março de 2025    | The Masked Singer Brasil - 5ª temporada           | 12        | Eliana                       | Marcelo Amiky                           |        |
| 80 | 13 de Janeiro de 2025  | 22 de abril de 2025    | Big Brother Brasil - 25ª temporada                | 100       | Tadeu Schmidt                | Angélica Campos, Mário Marcondes        |        |
| 81 | 15 de julho de 2025    | 21 de agosto de 2025   | Chef de Alto Nível - 1ª temporada                 | 12        | Ana Maria Braga              | Carlo Milani                            |        |
| 82 | 25 de agosto de 2025   | 6 de outubro de 2025   | Estrela da Casa - 2ª temporada                    | 48        | Ana Clara Lima               | Aída Silva, Carlo Milani                |        |